# Hystrichophora (bướm đêm)
Hystrichophora là một chi bướm đêm thuộc phân họ Tortricinae của họ Tortricidae.

## Các loài
- Hystrichophora asphodelana (Kearfott, 1907)
- Hystrichophora decorosa Heinrich, 1929
- Hystrichophora leonana Walsingham, 1879
- Hystrichophora loricana (Grote, 1880)
- Hystrichophora ochreicostana (Walsingham, 1884)
- Hystrichophora ostentatrix Heinrich, 1923
- Hystrichophora paradisiae Heinrich, 1923
- Hystrichophora roessleri (Zeller, 1875)
- Hystrichophora stygiana (Dyar, 1903)
- Hystrichophora taleana (Grote, 1878)
- Hystrichophora vestaliana (Zeller, 1875)